# Eulonchus marialiciae
Eulonchus marialiciae är en tvåvingeart som beskrevs av Clement Samuel Brimley 1925. Eulonchus marialiciae ingår i släktet Eulonchus och familjen kulflugor.
Artens utbredningsområde är North Carolina. Inga underarter finns listade i Catalogue of Life.